# Eider Rodríguez
Eider Rodriguez Martin (Rentería, Guipúzcoa, 18 de mayo de 1977) es una escritora española. 
Realizó estudios de publicidad y cine, desarrollando su actividad en el campo del periodismo y la literatura. En la actualidad es profesora universitaria de la Universidad del País Vasco (UPV/EHU).
En 2018, recibió el premio Euskadi Literatura Saria en la sección de literatura en euskera, por su obra Bihotz handiegia.

## Trayectoria literaria
Como periodista ha colaborado en diferentes medios, entre otros: The Balde, Oarsoaldeko Hitza, eta Hitzak eta ideiak. También  ha realizado tareas de edición y guionista. Su obra literaria abarca géneros diversos: preferentemente el cuento, también el ensayo, el género epistolar, la literatura infantil y el cómic.
Su obra ha sido traducida al castellano, al italiano, al alemán, al holandés, al francés.

### Cuento
- Eta handik gutxira gaur (Y poco después ahora), (2004, Susa).
- Haragia (Carne), (2007, Susa).
- Katu jendea (Un montón de gatos), (2010, Elkar).
- Bihotz handiegia  (Corazón demasiado grande), (2017, Susa).

### Ensayo
- Itsasoa da bide bakarra. Joseba Sarrionandia irakurriz, (El mar es el único camino. Leyendo a Joseba Sarrionandia), (2014, Utriusque Vasconiae)
- Idazleen gorputzak. Egiletasuna ezbaian literaturaren joko zelaian  (2019, Susa)

### Literatura infantil
- Nikoleta eta gaua, (Nicoleta y la noche), con la ilustradora Arrate Rodríguez (2008, Elkar)

### Cómic
- Santa Familia, con el ilustrador Julen Ribas (2017, Asociación de Ikastolas / Xabiroi).[6]

### Género epistolar
- Eider Rodriguez & Belén Gopegui (2016, Erein)

### Traducción al euskera
- Le bal (Dantzaldia) (El baile) de Irene Nemirovsky

## Obra traducida
La propia autora ha traducido al español su obra.
- Eta handik gutxira gaur (Cuatro cicatrices), (2006, Madrid, Atenea). (Y poco después ahora)(2007, San Sebastián, Ttarttalo)
- Haragia (Carne).(2008, 451 editores).[8]
- Eta handik gutxira gaur  (E di lì a poco, oggi). Traductora al italiano: Roberta Gozzi.[4][9]
- Katu jendea (Un montón de gatos), (2012, San Sebastián, Instituto Etxepare). Su obra más internacional, está traducida por ella misma al castellano y por: Joana Pochelu (francés); Henrike Olasolo y Peter Smaardijk (holandés) y Gabriele Schwab (alemán).[5]

- Katu jendea (Un montón de gatos), (2012, Madrid, Caballo de Troya), trad. Eider Rodríguez y Zigor Garro.
- Un cor massa gran i altres relats. Barcelona: Periscopi, 2019. Trad. al catalán de Pau Joan Hernàndez.

## Premios y reconocimientos
- XI. Igartza Saria, Premio Igartza (2008), por el trabajo Katu jendea (Un montón de gatos).
- Premio Euskadi de Plata (2018) por el trabajo Bihotz handiegia (Un corazón demasiado grande).[10][11]
- Premio Euskadi Literatura Saria (2018), por Bihotz handiegia.[3][2]